# Râul Lăpușna, Prut
Râul Lăpușna este un curs de apă, afluent al râului Prut, din Republica Moldova. Izvorăște la 2 km nord-vest de satul Iurceni, raionul Nisporeni și se revarsă în râul Prut, lingă satul Sărata-Răzeși, raionul Leova. Râul are 30 de afluenți care nu depășesc lungimea de 10 km. Valea râului are forma literei V, lățimea ei variază între 2-3 km. Versanții puternic întretăiați de văi sunt abrupți, cu înălțimea de 80-120 m. Albia râului Lăpușna este moderat încovoiată și are lățimea de 2-5 m. În unele sectoare (Lăpușna, Cărpineni, Mingir) aceasta a fost adâncită artificial până la 1-1,5 m .

## Afluenți
Râul Lăpușna are circa 52 de afluenți: Baraghina, Bârlădeanca, Bozăria, Căprăria, Cânichiștea, Cârjoaia, Chetrosul, Coșerul, Dezbrăcata, Driglea, Fundul Văii, Iarmalâia, Mladinul Mare, Mârzoaia, Odobașa, Popasca, Șipotul, Valea Ulmului, Valea Velniței etc.

## Literatură suplimentară
1. Miron, Aliona. Diversitatea taxonomică a halofitelor din luncile rîurilor mici din stînga Prutului de mijloc. In: International Conference of Young Researchers , 6-7 noiembrie 2008, Chișinău. Chișinău: Tipogr. Simbol-NP SRL, 2008, Ediția 6, p. 90. ISBN 978-9975-70-769-5.
2. Olarașu, Nicolae; Duca, Gheorghe; Chetriș, Petru; Sandu, Maria. Evaluarea capacității de nitrificare a ionilor NH4 + (apa r. Lăpușna) în prezența tartraților și apa fl. Prut, pentru comparație. In: Integrare prin cercetare și inovare: Științe ale naturii și exacte, 10-11 noiembrie 2015, Chișinău. Chișinău, Republica Moldova: Universitatea de Stat din Moldova, 2015, R, SNE, pp. 114-116.